# Conibear-Falle
Die Conibear-Falle ist eine Drahtbügelfalle, die nach ihrem Erfinder Frank Conibear benannt ist. Sie zählt zu den Totfangfallen und schlägt im Nacken oder Brustbereich des Tieres zu, was zum Genickbruch und/oder zum Abklemmen von Hauptschlagader und Luftröhre führt.

## Allgemeines
Die Conibear-Falle wurde 1957 erstmals von Frank Conibear entwickelt und 1960 auf den Markt gebracht. Sie wird aus Stahldraht in verschiedenen Größen hergestellt, um sie beispielsweise gegen Fuchs, Dachs, Waschbär, Marder, Nutria, Bisamratte, Wiesel oder Ratten einzusetzen. Sie zeichnet sich dadurch aus, sowohl auf Zug als auch auf Druck ausgelöst zu werden und über eine besonders große Klemmkraft zu verfügen.

## Verwendung in Deutschland
Da ihre Zuverlässigkeit umstritten ist, sind Conibear-Fallen in der Regel verboten. Anders als Eiabzugseisen, die durch Zug am Köder ausgelöst werden und in einem Fangbunker eingebaut selektiv fangen, wirkt die Conibear-Falle meist als Durchlauffalle ohne Köder auf Druck, wenn das Wild durch die Falle läuft. Dadurch kommt es leicht zu nicht sofort tödlichen Verletzungen – v. a. an den Pfoten. Dies verursacht unnötiges Leiden und widerspricht dadurch dem Tier- und Artenschutzgedanken, der bei der Jagd eine große Rolle spielt. Zudem fängt die Falle wahllos jedes Tier. 

Da Totfanggeräte nach § 19 Abs. 1 Nr. 9 des Bundesjagdgesetzes nicht generell verboten sind, haben die Länder oft nähere Bestimmungen zur Verwendbarkeit geschaffen.

## Kurioses
Es passiert immer wieder, dass es zu Unfällen mit diesen Fallen kommt, besonders, wenn sie durch Unkundige aufgestellt werden. Der ermittelnde Beamte weiß oder erfährt, dass es sich um eine Conibear-Falle handelt. Das gibt er an die Pressestelle und die an die Medien weiter. Diese übersetzen den Namen zu „Conibär“, das aus ihrer Sicht ein Tier ist, und flugs wird die Falle zu einer „Bärenfalle“. So etwas macht einen Beitrag für den Leser natürlich wesentlich spektakulärer. So wieder geschehen am 10. April 2015 im Hamburger Abendblatt, Seite 26, Aus aller Welt, hier: In der Bärenfalle – Katze beißt ihren Besitzer krankenhausreif.